# Samúel Kári Friðjónsson
Samúel Kári Friðjónsson (Reykjanesbær, 22 febbraio 1996) è un calciatore islandese, centrocampista dello Stjarnan.

## Carriera

### Club
Friðjónsson ha cominciato la carriera con la maglia del Keflavík. Il 27 agosto 2012 si è accomodato in panchina per la prima volta in una sfida valida per l'Úrvalsdeild, in occasione della sconfitta interna per 0-4 contro il Valur, in cui non è stato però impiegato. Ha esordito nella massima divisione locale in data 26 maggio 2013, in un'altra sfida contro il Valur: schierato titolare, è stato espulso all'83º minuto di gioco dell'incontro, terminato con una sconfitta per 4-0. Rimasto in squadra fino a giugno 2013, ha totalizzato 2 presenze nell'Úrvalsdeild.
Il 20 marzo 2013, gli inglesi del Reading hanno annunciato sul proprio sito internet d'aver tesserato Friðjónsson, che sarebbe rimasto in forza al Keflavík fino al mese di giugno successivo. Il giocatore, che sarebbe stato aggregato alla formazione Academy dei Royals, ha firmato un contratto biennale col nuovo club. Friðjónsson ha militato con regolarità nel campionato Under-21 con la casacca del Reading. Il 22 maggio 2015 ha così rinnovato l'accordo che lo legava al club per un'ulteriore stagione.
Il 16 giugno 2016, i norvegesi del Vålerenga hanno ufficializzato l'ingaggio di Friðjónsson, che si è legato al club con un contratto valido per i successivi tre anni e mezzo. Il centrocampista, arrivato in scadenza di contratto, sarebbe stato impiegato soltanto dalla riapertura della finestra di trasferimento estiva. Il 18 luglio successivo, il Vålerenga ha reso noto che Friðjónsson aveva subito un infortunio al ginocchio durante una sessione di allenamento che lo avrebbe tenuto lontano dai campi da gioco per il resto della stagione.
Ha esordito in Eliteserien in data 2 luglio 2017, subentrando a Bård Finne nel pareggio per 0-0 maturato sul campo del Brann. Il 24 settembre ha trovato la prima rete nella massima divisione norvegese, nel successo per 2-1 sullo stesso Brann. Il 25 ottobre 2017 ha prolungato il contratto che lo legava al Vålerenga fino al 31 dicembre 2021. Ha chiuso l'annata con 13 presenze e 2 reti, tra campionato e coppa.
Il 30 gennaio 2019 è passato al Viking con la formula del prestito.
Terminato il prestito, il 18 gennaio 2020 è passato a titolo definitivo ai tedeschi del Paderborn.
Il 5 ottobre 2020 è tornato al Viking con la formula del prestito.
Il 30 agosto 2022 è stato reso noto il suo passaggio ai greci dell'Atromītos.

### Nazionale
Friðjónsson ha rappresentato l'Islanda a livello Under-17, Under-19 e Under-21. Per quanto concerne quest'ultima selezione, ha esordito il 26 marzo 2015, schierato titolare nell'amichevole persa per 3-0 contro la Romania. Il 24 marzo 2016 ha giocato la prima partita nelle qualificazioni al campionato europeo 2017, nel pareggio per 0-0 in casa della Macedonia.

## Statistiche

### Presenze e reti nei club
Statistiche aggiornate al 30 agosto 2022.
| Stagione         | Club             | Campionato       | Campionato | Campionato | Coppe nazionali | Coppe nazionali | Coppe nazionali | Coppe continentali | Coppe continentali | Coppe continentali | Supercoppe | Supercoppe | Supercoppe | Totale | Totale |
| Stagione         | Club             | Comp             | Pres       | Reti       | Comp            | Pres            | Reti            | Comp               | Pres               | Reti               | Comp       | Pres       | Reti       | Pres   | Reti   |
| ---------------- | ---------------- | ---------------- | ---------- | ---------- | --------------- | --------------- | --------------- | ------------------ | ------------------ | ------------------ | ---------- | ---------- | ---------- | ------ | ------ |
| 2012             | Keflavík         | UD               | 0          | 0          | CI+CdL          | 0               | 0               | -                  | -                  | -                  | -          | -          | -          | 0      | 0      |
| gen.-giu. 2013   | Keflavík         | UD               | 2          | 0          | CI+CdL          | 0               | 0               | -                  | -                  | -                  | -          | -          | -          | 2      | 0      |
| Totale Keflavík  | Totale Keflavík  | Totale Keflavík  | 2          | 0          |                 | 0               | 0               |                    | -                  | -                  |            | -          | -          | 2      | 0      |
| lug.-dic. 2016   | Vålerenga        | ES               | 0          | 0          | CN              | 0               | 0               | -                  | -                  | -                  | -          | -          | -          | 0      | 0      |
| 2017             | Vålerenga        | ES               | 11         | 2          | CN              | 2               | 0               | -                  | -                  | -                  | -          | -          | -          | 13     | 2      |
| 2018             | Vålerenga        | ES               | 17         | 1          | CN              | 3               | 0               | -                  | -                  | -                  | -          | -          | -          | 20     | 1      |
| Totale Vålerenga | Totale Vålerenga | Totale Vålerenga | 28         | 3          |                 | 5               | 0               |                    | -                  | -                  |            | -          | -          | 33     | 3      |
| 2019             | Viking           | ES               | 28         | 3          | CN              | 5               | 2               | -                  | -                  | -                  | -          | -          | -          | 33     | 5      |
| gen.-giu. 2020   | Paderborn        | BL               | 5          | 0          | CG              | -               | -               | -                  | -                  | -                  | -          | -          | -          | 5      | 0      |
| ott.-dic. 2020   | Viking           | ES               | 7          | 1          | -               | -               | -               | UEL                | -                  | -                  | -          | -          | -          | 7      | 1      |
| 2021             | Viking           | ES               | 25         | 5          | CN              | 5               | 2               | -                  | -                  | -                  | -          | -          | -          | 30     | 7      |
| gen.-ago. 2022   | Viking           | ES               | 16         | 1          | CN              | 2               | 0               | UECL               | 6                  | 1                  | -          | -          | -          | 24     | 2      |
| Totale Viking    | Totale Viking    | Totale Viking    | 76         | 10         |                 | 12              | 4               |                    | 6                  | 1                  |            | -          | -          | 94     | 15     |
| ago. 2022-2023   | Atromītos        | SL               | 0          | 0          | CG              | 0               | 0               | -                  | -                  | -                  | -          | -          | -          | 0      | 0      |
| Totale           | Totale           | Totale           | 63         | 6          |                 | 10              | 2               |                    | -                  | -                  |            | -          | -          | 73     | 8      |

### Cronologia presenze e reti in nazionale
| Cronologia completa delle presenze e delle reti in nazionale ― Islanda | Cronologia completa delle presenze e delle reti in nazionale ― Islanda | Cronologia completa delle presenze e delle reti in nazionale ― Islanda | Cronologia completa delle presenze e delle reti in nazionale ― Islanda | Cronologia completa delle presenze e delle reti in nazionale ― Islanda | Cronologia completa delle presenze e delle reti in nazionale ― Islanda | Cronologia completa delle presenze e delle reti in nazionale ― Islanda | Cronologia completa delle presenze e delle reti in nazionale ― Islanda |
| Data                                                                   | Città                                                                  | In casa                                                                | Risultato                                                              | Ospiti                                                                 | Competizione                                                           | Reti                                                                   | Note                                                                   |
| ---------------------------------------------------------------------- | ---------------------------------------------------------------------- | ---------------------------------------------------------------------- | ---------------------------------------------------------------------- | ---------------------------------------------------------------------- | ---------------------------------------------------------------------- | ---------------------------------------------------------------------- | ---------------------------------------------------------------------- |
| 14-1-2018                                                              | Giacarta Centrale                                                      | Indonesia                                                              | 1 – 4                                                                  | Islanda                                                                | Amichevole                                                             | -                                                                      | 63’                                                                    |
| 24-3-2018                                                              | Santa Clara                                                            | Messico                                                                | 3 – 0                                                                  | Islanda                                                                | Amichevole                                                             | -                                                                      | 51’                                                                    |
| 2-6-2018                                                               | Reykjavík                                                              | Islanda                                                                | 2 – 3                                                                  | Norvegia                                                               | Amichevole                                                             | -                                                                      | 83’                                                                    |
| 19-11-2018                                                             | Eupen                                                                  | Islanda                                                                | 2 – 2                                                                  | Qatar                                                                  | Amichevole                                                             | -                                                                      | 74’                                                                    |
| 11-1-2019                                                              | Doha                                                                   | Islanda                                                                | 2 – 2                                                                  | Svezia                                                                 | Amichevole                                                             | -                                                                      |                                                                        |
| 15-1-2019                                                              | Doha                                                                   | Estonia                                                                | 0 – 0                                                                  | Islanda                                                                | Amichevole                                                             | -                                                                      | 46’                                                                    |
| 17-11-2019                                                             | Chișinău                                                               | Moldavia                                                               | 1 – 2                                                                  | Islanda                                                                | Qual. Euro 2020                                                        | -                                                                      | 55’ 90+4’                                                              |
| Totale                                                                 |                                                                        | Presenze                                                               | 7                                                                      |                                                                        | Reti                                                                   | 0                                                                      |                                                                        |